# Anselme Brusa
Anselme Brusa (francès: Plinio Ansèlme Brusa)  (Chiasso, 27 d'agost de 1899 - 5è arrondissement de Lió, 24 de juliol de 1969) va ser un remer suís de naixement, però nacionalitzat francès, que va competir durant les dècades de 1920 i 1930.
El 1932 va prendre part en els Jocs Olímpics de Los Angeles, on guanyà la medalla de bronze en la competició del dos amb timoner del programa de rem. Feia equip amb André Giriat i Pierre Brunet.
En el seu palmarès també destaca una medalla d'or al Campionat d'Europa de 1931, i els campionats francesos de 1927 i 1931.